# Nikola Meeuwsen
Nikola Meeuwsen (Den Haag, 2002) is een Nederlandse concertpianist.

## Muziekcarrière
Nikola Meeuwsen werd opgeleid door Marlies van Gent en later Enrico Pace aan de Accademia Internazionale di Imola en door Frank Braley en Avedis Kouyoumdjian aan de Muziekkapel Koningin Elisabeth te Waterloo.
In 2014 won hij het Koninklijk Concertgebouw Concours in Amsterdam, in 2019 gevolgd door de Young Talent Award van het Koninklijk Concertgebouw. In 2022 kreeg Meeuwsen de GrachtenfestivalPrijs.
Op 31 mei 2025 won Meeuwsen de finale van de Koningin Elisabethwedstrijd voor piano in Brussel, als eerste Nederlandse deelnemer ooit (Hannes Minnaar werd derde in 2010). Naast de voorgeschreven werken speelde Meeuwsen in de halve finale het Jeunehomme-concert van Mozart en solowerken van Mendelssohn en Liszt, en in de finale het Tweede pianoconcert van Prokofjev.
In zijn repertoirekeuze richt Meeuwsen zich in de eerste plaats op muziek uit de romantiek (Beethoven, Schubert, Robert en Clara Schumann, Brahms, Chopin, Tsjaikovski) en de vroege twintigste eeuw (Ravel, Prokofjev).